# 麥寮泰安宮
麥寮泰安宮，主祀『王爺總攝司』蕭府太傅（蕭望之），位於臺灣雲林縣麥寮鄉橋頭村橋頭247號，相傳是庄內人在日治時代時，蕭太傅顯像托夢要庄內人赴海邊攜回一塊香木，延請藝師張闇，雕刻金身供奉（就是該宮之開基原祖），初期奉祀於家宅中，因為靈驗顯著、有求必應，故香火漸漸鼎盛，而成了橋頭村的信仰中心。
後因日治末期，推行皇民化運動，以擲筊方式產生爐主，並且輪流奉祀，由於奉祀不方便，而在民國44年（1955年）庄民集資建廟奉祀，廟名「泰安宮」，民國67年（1977年）重修一次後，因外觀低矮、空間狹窄、屋頂滴漏水，於是在民國85年（1996年）開工又重建，為成為現在的廟貌，在每年的農曆五月十七日蕭府王爺聖誕時，廟方都會迎請蕭府王爺出來巡庄保佑村民平安。

## 外部連結
- 麥寮所公所（页面存档备份，存于）